# Estación de Pedralbes
Pedralbes o Monestir de Pedralbes será una estación de la línea 12 del metro de Barcelona operado por los Ferrocarriles de la Generalidad de Cataluña. Estará construida a 22 metros de profundidad. Se ubicará en la plaza de Pedralbes donde tendrá un único acceso. La estación dispondrá de ascensores y escaleras mecánicas. La estación no se abrirá al público hasta el 2030.
| << cabecera                   | < estación     | línea  | estación >       | cabecera >>                      |
| ----------------------------- | -------------- | ------ | ---------------- | -------------------------------- |
| Línea Barcelona-Vallès de FGC |                |        |                  |                                  |
| Sarrià                        | Reina Elisenda | (2030) | Eulàlia d'Anzizu | Finestrelles \| Sant Joan de Déu |